# CFTR
A CFTR gén a 7-es kromoszóma hosszú karjának 31.1-31.2 régiójában található. A leggyakoribb mutáció az 508-as pozícióban lévő fenilalanin törlődése.

CFTR gén helye

## Feladata
A CFTR gén egy CFTR (cisztás fibrózis transzmembrán konduktancia regulátor) fehérjét kódol, mely a mirigyek kivezetőcsövének hámjában helyezkedik el. Egy 7 transzmembrán régióból álló ún. G fehérjén keresztül érkező jel hatására a ciklikus AMP (cAMP) szintje megemelkedik, ez aktiválja a Protein kináz A fehérjét (PKA), mely foszforilálja és így nyitott állapotba hozza a dimer CFTR csatornát

## Hibás működése
A CFTR-fehérje hibás működése legszembeötlőbben az alábbi szervekben figyelhető meg:
- A hasnyálmirigyben: emésztési problémákat okoz.
- A légző rendszerben: a krónikus valamint a rohamokban jelentkező köhögés, az ismétlődő és a krónikus tüdőgyulladás. Légzési problémák, sűrű váladék rakodik le a légutakban, emiatt a tüdő nem kap elegendő oxigént, így fokozatosan elhal, ezt megelőzendő alkalmazzák az inhalálás nevű kezelést.
- A mellékherékben: mellékherék csatornáinak elzáródása miatt, a férfi betegek 95%-a steril.
- A besűrűsödött nyák elzárja a külső elválasztású mirigyek kivezető csöveit, és megváltozott nyáktermelésében mutatkozik meg.
- A csecsemőknél a meconium ileus, azaz a belek tartalmának besűrűsödése miatt bekövetkező elzáródás hívja fel a figyelmet a betegségre.

- Fehérjehiány.
- A zsíroldékony vitaminok (A, D, E, K) hiányának jelei.
- Jellemző szinte az összes mirigy gyulladásos elváltozása.